# Rue Mykhaïlo Hrouchevski
La rue Mykhaïlo Hrouchevski (en ukrainien : Вулиця Михайла Грушевського) est une rue du centre de Kiev.

## Origine du nom
Elle porte le nom de Mykhaïlo Hrouchevsky, historien, homme politique et président de la Rada.

## Bâtiments remarquables et lieux de mémoire
Le musée de l'eau et le Musée national d'art d'Ukraine.

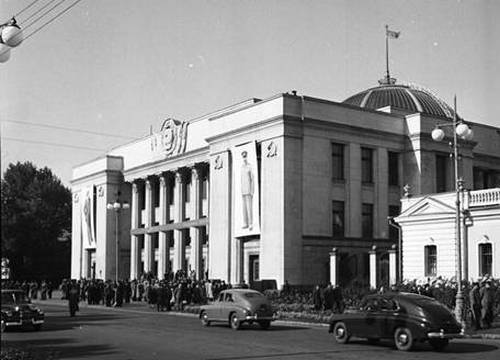
Bâtiment de la Rada, classé[1].
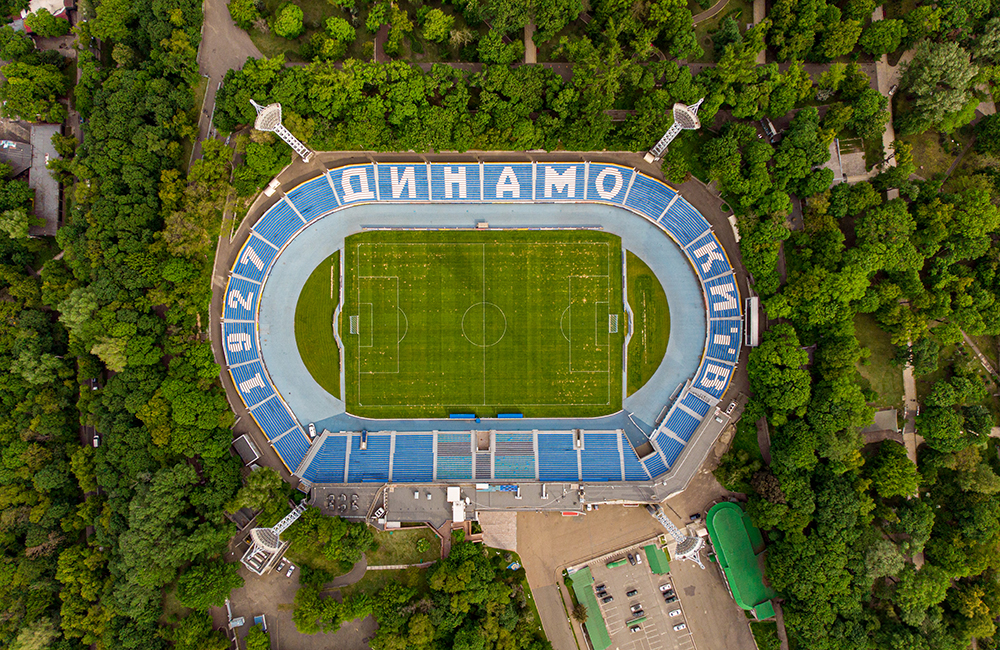
Stade Dynamo Lobanovski, classé[2].
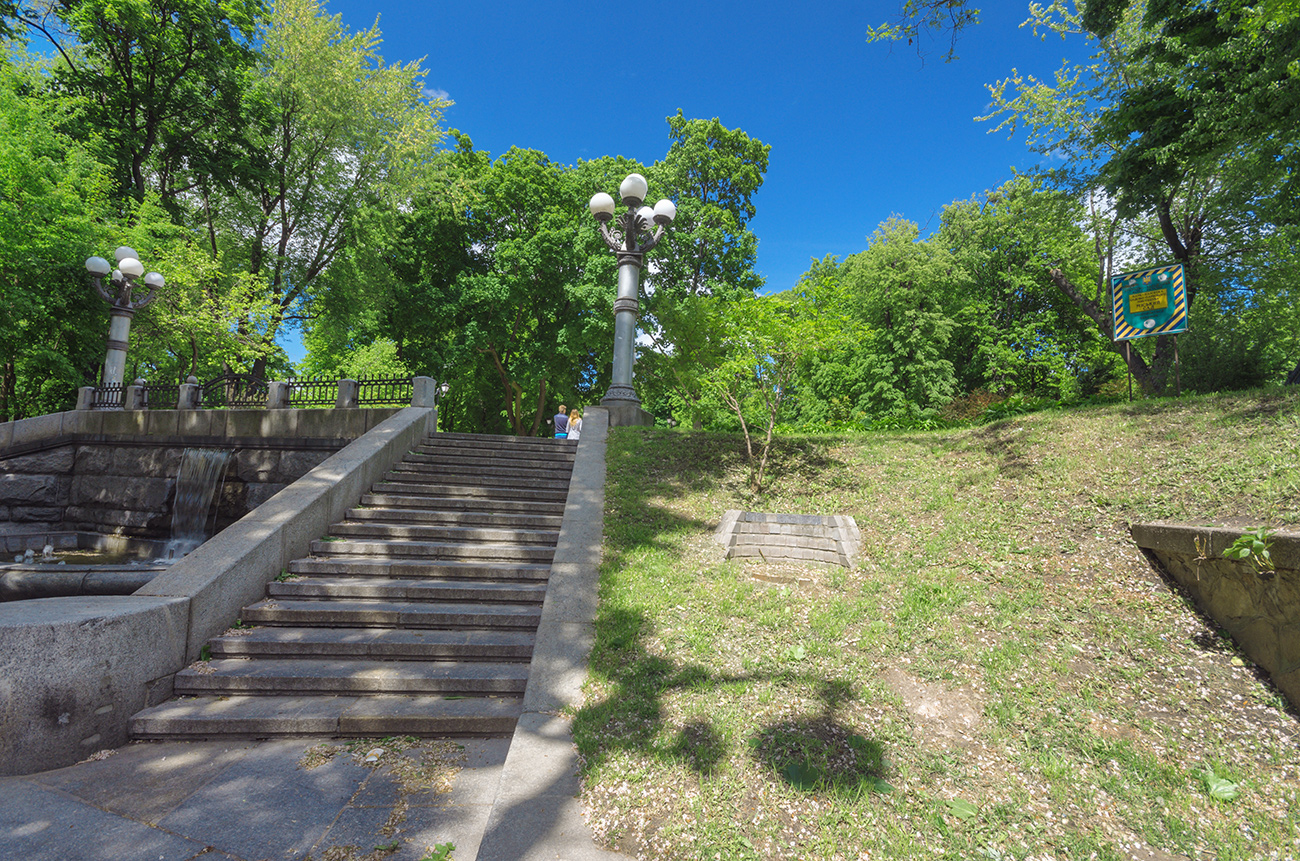
Le Parc Miskyi,
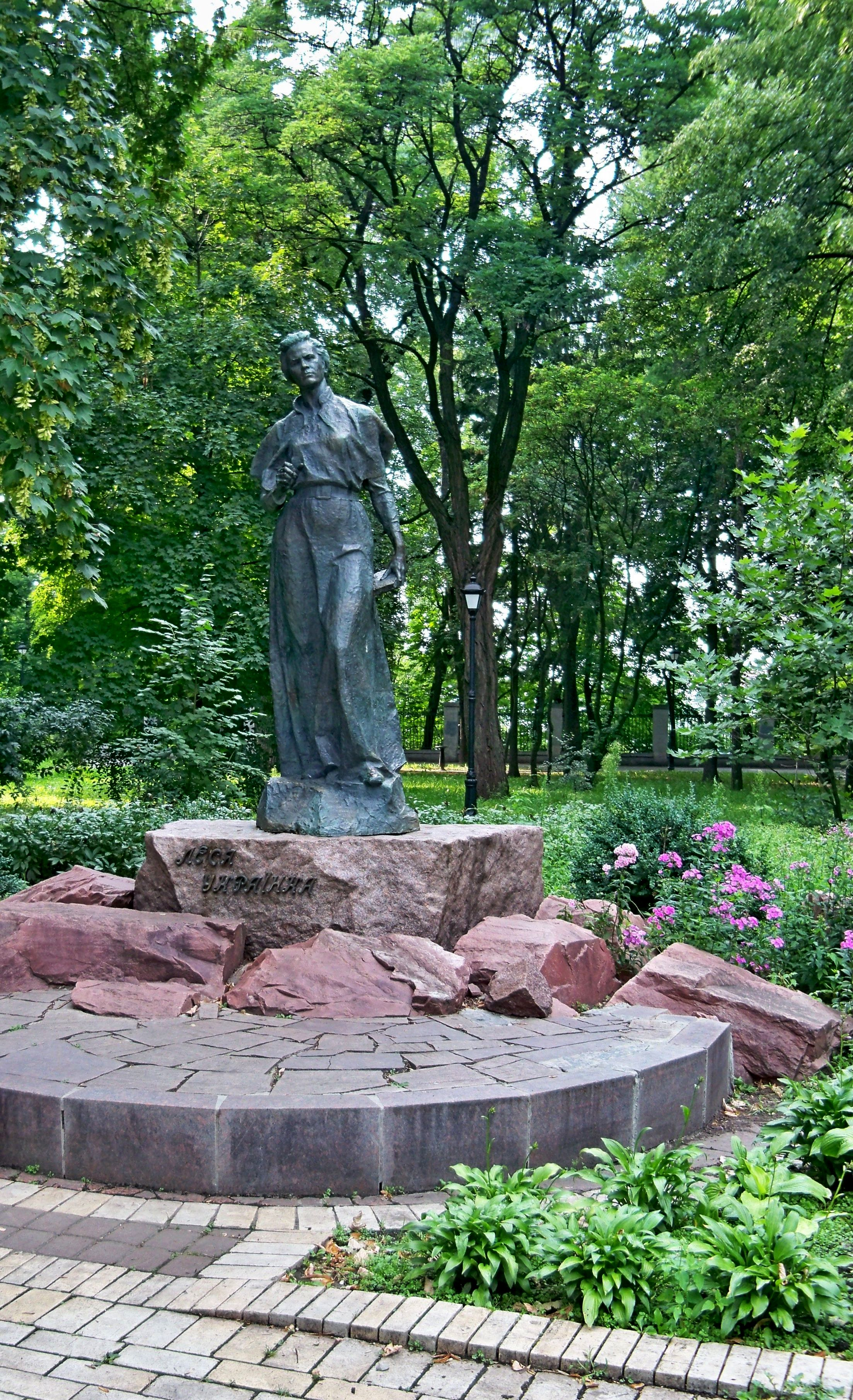
et son monument à Lessia Oukraïnka classé[3].
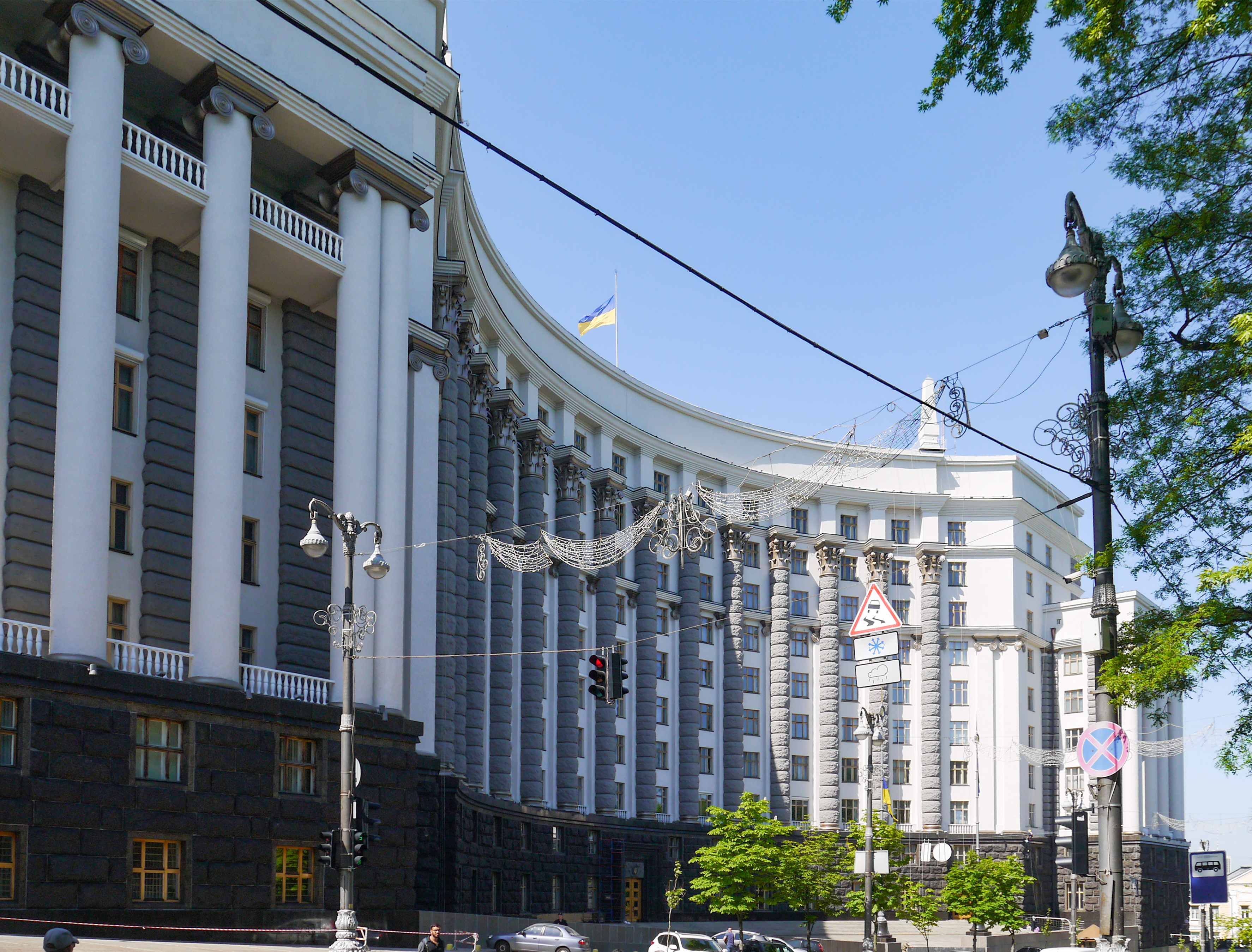
Le palais du Gouvernement de l'Ukraine classé[4].
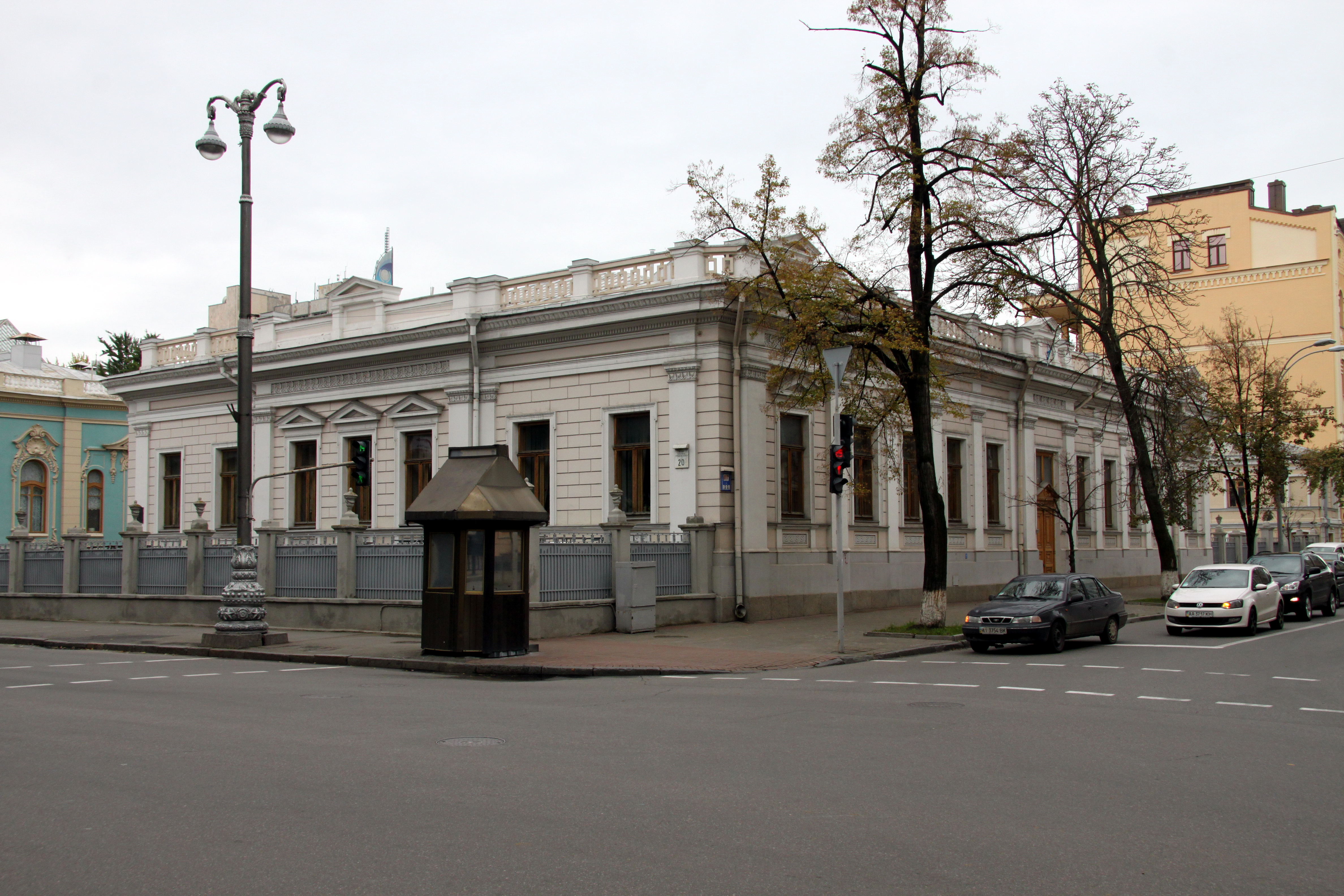
L'ambassade de Pologne classée[5].